# Thorvald Sørensen (arkitekt)
 Der er flere personer med dette navn, se Thorvald Sørensen.
Severin Georg Thorvald Sørensen (24. august 1849 i København – 10. juni 1905 sammesteds) var en dansk arkitekt, der især satte sit præg på industrialiseringens København med boligejendomme og fabriksbygninger. Hans hovedværker, fabrikken for Beauvais og lagerbygningerne for S.N. Meyer & Co., er begge blevet nedrevet.
Thorvald Sørensen blev født 1849 som søn af arkitekt Theodor Sørensen og Petrine Charlotte Amalie Corfitz. Han tog præliminæreksamen, fik afgang fra Polyteknisk Læreanstalt, var i tømrerlære i to år og var dernæst på Det tekniske Institut. Derefter kom han i Kunstakademiets forberedelsesklasse og i arkitektskolens forberedelsesklasse 1869-71. I 1870'erne var han ansat hos Ove Petersen.
Han var assistent hos bygningsinspektør, senere stadsbygmester P.C. Bønecke 1877-88 og efterfulgte ham som bygningsinspektør i Københavns Kommunes 2. distrikt 1888-1905. I 1890 rejste han i Tyskland. Stilistisk tilhørte han den meldahlske historicisme, men hans sidste værker viser indflydelse fra nationalromantikken.
Sørensen blev gift 19. marts 1876 med Petrine Vilhelmine Knack (1. januar 1859 i Auderød, Kregme Sogn – 19. juli 1917 i København), datter af støberiarbejder Anthon Knack og Ane Kirstine Nielsen. Han er begravet på Assistens Kirkegård.

## Værker
(Alle i København og på Frederiksberg, hvis ikke andet nævnt)
- Martinsvej 7 (1882)
- Gammel Kongevej 178/Falkoner Allé 2 (1882)
- Nørre Søgade 39-41/Thuresensgade 36 (1882-83)
- Værkstedsbygning, Gasværksvej 8 (1893)
- Ny Alderstrøst, Møllegade 28-30/Nørre Allé 15A-D, 19 (1893-94)
- Beauvais' konservesfabrik, Lyngbyvej 97 (1895, nedrevet ca. 1970)
- Ombygning af Café Rosenåen, Viktoriagade 2 (1896)
- Værksteds- og lagerbygninger, Enghavevej 12 (1896)
- Sporvognsremise, nu Nørrebrohallen (1896, udvidet af Vilhelm Friederichsen)
- Hjørnespir, Absalonsgade 1 (1897)
- Villa Søhuset for justitsråd N. Petersen, Vedbæk Strandvej 452, Vedbæk (1898)
- Stald- og værkstedsbygning, Vesterbrogade 107C (1900)
- S.N. Meyer & Co., Vesterfælledvej 6 (1902-03, nedrevet 2000-01)